# Elecciones presidenciales de Austria de 1963
Las elecciones presidenciales de Austria fueron realizadas el 28 de abril de 1963.
El resultado fue la reelección del entonces presidente Adolf Schärf del Partido Socialdemócrata, quién obtuvo el 55.4% de los votos, obteniendo una reelección de la que sin embargo, gobernará hasta su muerte en 1965. La participación electoral fue de un 95.6%.

## Resultados
| Candidato               | Partido                         | Votos     | %    |
| ----------------------- | ------------------------------- | --------- | ---- |
| Adolf Schärf            | Partido Socialdemócrata (SPÖ)   | 2.473.349 | 55.4 |
| Julius Raab             | Partido Popular Austríaco (ÖVP) | 1.814.125 | 40.6 |
| Josef Kimmel            | Independiente                   | 176.646   | 4.0  |
| Votos en blanco/nulos   | Votos en blanco/nulos           | 190.537   | –    |
| Total                   | Total                           | 4.654.657 | 100  |
| Fuente: Nohlen & Stöver |                                 |           |      |